# NGC 2952
NGC 2952 (również PGC 27411) – galaktyka spiralna (Sd), znajdująca się w gwiazdozbiorze Hydry. Odkrył ją w roku 1886 Frank Muller.